# Universidade Aberta Interamericana

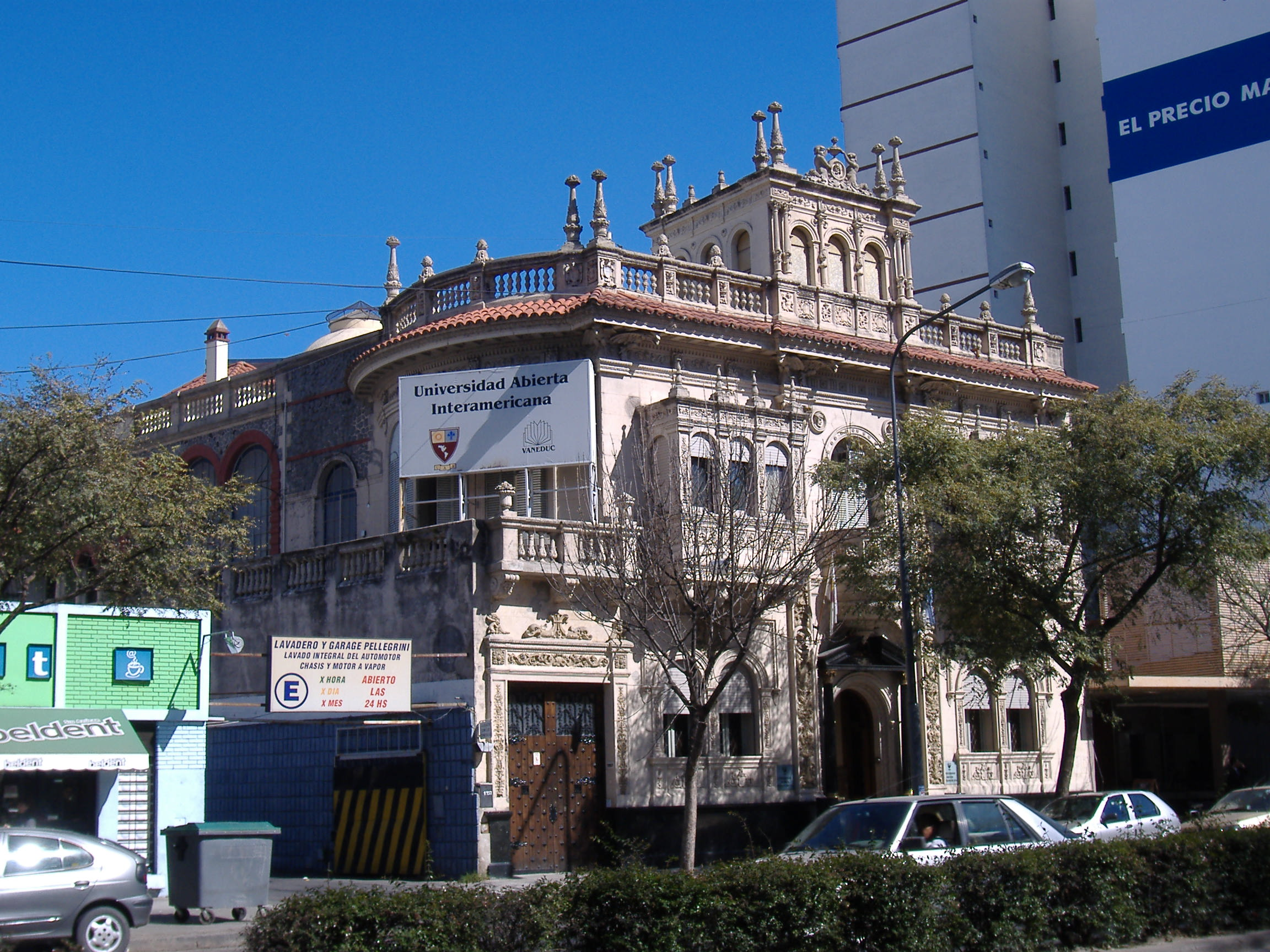
Sede da Universidade Aberta Interamericana em Rosário

A Universidade Aberta Interamericana é uma universidade da Argentina, de caráter particular, presente nas cidades de Buenos Aires, Rosário e San Nicolas.